# کارگزار عقلایی
یک کارگزار عقلایی در علم اقتصاد، نظریه بازی ها، نظریه تصمیم گیری و هوش مصنوعی، عاملی است که ترجیحات روشنی دارد، عدم قطعیت را از طریق مقادیر مورد انتظار متغیرها یا توابع متغیرها مدل سازی می کند و همیشه از میان  همه کنش های قابل انجام، عملی را که نتیجه مطلوب پیش بینی شده دارد انتخاب می کند. یک کارگزار عقلایی می تواند هر چیزی باشد که تصمیم می گیرد مانند یک شخص، بنگاه، ماشین یا نرم افزار.
کارگزاران عقلایی در رشته های علوم شناختی، اخلاق و فلسفه از جمله فلسفه عقل عملی نیز مطالعه میشود.

## اقتصاد
در علم اقتصاد، کارگزار عقلایی به مصرف کنندگان فرضی و چگونگی تصمیم گیری آنها در بازار آزاد اشاره می کند. این مفهوم از مفروضات مطرح شده در نظریه اقتصادی نئوکلاسیک است. مفهوم عقلانیت اقتصادی از سنت تحلیلی  مارژینالیسم  ناشی می شود که در اقتصاد نئوکلاسیک کاربرد دارد. ایده کارگزار عقلایی برای فلسفه فایده گرایی اهمیت دارد و نظریه فیلسوفی به نام جرمی بنتام درباره محاسبه خوشی که به محاسبه لذت هم معروف است آن را شرح داده است.
عمل کارگزار عقلایی به موارد زیر بستگی دارد:
- ترجیحات کارگزار
- اطلاعات کارگزار از محیط که ممکن است از تجربیات گذشته اش باشد
- کنش ها، وظایف و تعهدات موجود برای کارگزار
- مزایای برآورد شده یا واقعی و شانس های توفیق کنش ها.

در نظریه بازی و اقتصاد کلاسیک، اغلب فرض بر این است که کارگزاران، مردم و بنگاه ها عقلانی هستند. با این حال، میزانی که مردم و بنگاه ها عقلانی عمل می کنند محل بحث است. اقتصاددانان اغلب مدلهای نظریه انتخاب عقلانی و عقلانیت محدود را برای صورت بندی و پیش بینی رفتار افراد و بنگاه ها در نظر می گیرند. کارگزاران عقلایی بیشتر اوقات به شیوه هایی رفتار می کنند که مانند قضیه معمای مسافر از نظر بسیاری افراد برخلاف درک شهودی است.

### انتقادات
بسیاری از نظریه های اقتصادی، فایده گرایی و اختیار عقلانی را رد می کنند، به ویژه نظریه هایی که ممکن است ناهمجنس تلقی شوند.
برای مثال، تورستین وبلن، معروف به پدر اقتصاد نهادگرایی، مفهوم حسابگری لذت طلبانه و عقلانیت محض را رد کرده و می گوید: "تصور لذت طلبانه از انسان مبنی بر این که او مثل یک حسابدار خبره لذت و درد همچون یک گوی شادمانی تحت فشار محرک قرار دارد، اگرچه تلاش در تعریف انسان دارد اما از عهده این کار برنمی آید. "
در عوض، وبلن تصمیمات اقتصادی انسان را نتیجه چندین عامل تجمعی پیچیده می داند: "این ویژگی انسان است که کاری انجام دهد، نه اینکه فقط تحت تاثیر نیروهای مقتضی دچار لذت و درد شود. او ... ساختاری منسجم از امیال و عادات است که بدنبال تحقق و بیان در فعالیتی آشکار میگردد. . . .این ها محصولات صفات ارثی و تجربه گذشته او هستند، که تحت یک مجموعه معین از سنت ها و شرایط مادی گردآمده اند؛ و آنان نقطه حرکت به مرحله بعدی فرآیند را تدارک می بینند. تاریخچه زندگی اقتصادی فرد یک فرآیند تجمعی برای انطباق با اهدافی است که با ادامه روند تجمعی تغییر می کند، همین طور عامل و محیط اطراف او نیز در هر نقطه نتیجه آخرین روند هستند. " اقتصاد تکاملی نیز با تکیه بر " تمایلات والدینی" انتقاداتی را به کارگزار عقلایی وارد میکند (این ایده که امیال بیولوژیکی می توانند به‌طور مکرر تصمیم گیری عقلانی مبتنی بر سودمندی را نادیده بگیرند). استدلال های علیه عاملیت عقلایی در بازاریابی هم شواهدی یافته اند که انسانها را می توان برای اخذ تصمیم های اقتصادی که ماهیت"غیر عقلانی" دارند، متقاعد کرد.

### نظریه های جایگزین
اقتصاد عصب‌بنیان مفهومی است که از علوم اعصاب ، روانشناسی اجتماعی و سایر زمینه های علمی استفاده می کند تا درک بهتری از نحوه تصمیم گیری افراد داشته باشد. اقتصاد عصب‌بنیان برخلاف نظریه کارگزار عقلایی که سعی در پیش بینی رفتار انسان در مقیاس بزرگ دارد، نحوه تصمیم گیری افراد را در سناریوهای مورد به مورد پیش بینی می کند.

## هوش مصنوعی
هوش مصنوعی اصطلاح "کارگزار عقلایی" را از اقتصاد وام گرفته است تا به توصیف برنامه های خودمختاری بپردازد که قادر به رفتار هدفمند هستند.  امروزه بین تحقیقات هوش مصنوعی، نظریه بازی و نظریه تصمیم همپوشانی قابل توجهی وجود دارد. کارگزاران عقلایی در هوش مصنوعی با عوامل هوشمند، برنامه های نرم افزاری مستقل نشان دهنده هوش، ارتباط نزدیکی دارند.

## همچنین ببینید

### اقتصاد
- TOTREP
- انسان اقتصادی
- کارگزار (اقتصاد)
- عقلانیت محدود
- نظریه انتخاب عقلایی
- نظریه بازی
- اقتصاد عصب‌بنیان

### نرم افزار
- کارگزار هوشمند
- عامل نرم‌افزاری

### اقتصاد و نظریه بازی
- Osborne, Martin; Rubinstein, Ariel (2001), A Course in Game Theory, Cambridge, Massachusetts: MIT Press, p. 4, ISBN 0-262-65040-1Osborne, Martin; Rubinstein, Ariel (2001), A Course in Game Theory, Cambridge, Massachusetts: MIT Press, p. 4, ISBN 0-262-65040-1

### هوش مصنوعی
- Russell, Stuart J.; Norvig, Peter (2003), Artificial Intelligence: A Modern Approach (2nd ed.), Upper Saddle River, New Jersey: Prentice Hall, ISBN 0-13-790395-2

1. ↑  Russell & Norvig 2003.